# Staš Skube
Staš Skube (ur. 15 listopada 1989 w m. Novo mesto) – słoweński piłkarz ręczny, środkowy rozgrywający. Od 2020 zawodnik HC Meshkov Brest.

## Kariera sportowa
W 2000 rozpoczął treningi w klubie Trimo Trebnje. W 2006 został włączony do pierwszego zespołu, w którym występował przez kolejne siedem lat. W tym czasie m.in. dwukrotnie zajął 2. miejsce w klasyfikacji najlepszych strzelców słoweńskiej ekstraklasy, a w sezonie 2010/2011 został wybrany najlepszym zawodnikiem ligi.
W latach 2013–2016 był zawodnikiem RK Velenje. W sezonie 2013/2014, w którym rozegrał 12 meczów i rzucił 72 bramki, zajął 9. miejsce w klasyfikacji najlepszych strzelców Ligi Mistrzów. W sezonie 2014/2015, w którym wystąpił w 12 spotkaniach i zdobył 81 goli, został królem strzelców Pucharu EHF.
W latach 2016–2018 był zawodnikiem Picku Szeged. W sezonie 2017/2018 zdobył z nim mistrzostwo Węgier – w finałowym dwumeczu z Veszprém (32:28; 29:26), który rozegrano 12 i 20 maja 2018, rzucił łącznie osiem bramek. Będąc graczem Picku, rozegrał w ciągu dwóch sezonów 34 spotkania w Lidze Mistrzów i zdobył w nich 86 goli. W 2018 przeszedł do Vardara Skopje. W sezonie 2018/2019 zwyciężył z nim w Lidze SEHA, w której rozegrał 17 meczów i rzucił 44 bramki.
W 2009 zdobył brązowy medal mistrzostw świata U-21 – w turnieju, który odbył się w Egipcie, rozegrał 10 meczów i rzucił 26 bramek.
Reprezentant Słowenii. Występował m.in. w meczach eliminacyjnych do mistrzostw świata i mistrzostw Europy.

## Sukcesy
Pick Szeged
- Mistrzostwo Węgier: 2017/2018

Vardar Skopje
- Liga SEHA: 2018/2019
- Superpuchar Macedonii: 2018

Reprezentacja Słowenii
- 3. miejsce w mistrzostwach świata U-21: 2009

Indywidualne
- Najlepszy zawodnik słoweńskiej ekstraklasy: 2010/2011 (Trimo Trebnje)[3]
- Król strzelców Pucharu EHF: 2014/2015 (81 bramek; RK Velenje)[4]

## Życie prywatne
Młodszy brat Sebastiana Skube, piłkarza ręcznego, reprezentanta Słowenii.